# Estornell cuabronzat
L'estornell cuabronzat (Lamprotornis chalcurus) és una espècie d'ocell de la família dels estúrnids (Sturnidae). Habita les sabanes, matollars i herbassars secs de l'Àfrica Occidental i Central, per tota una franja continua que va des del Senegal fins a Kenya. El seu estat de conservació es considera de risc mínim.